# Volební obvod Toggenburg
Volební obvod Toggenburg (německy Wahlkreis Toggenburg) je jedním z 8 volebních obvodů v kantonu St. Gallen ve Švýcarsku, které vznikly podle nové ústavy kantonu St. Gallen z 10. června 2001. Tyto volební obvody již neplní žádné úkoly kantonální správy. Nachází se v západní části kantonu, v historickém regionu Toggenburg, ze kterého vychází i jeho název.

## Seznam obcí
| Znak                    | Název obce              | Počet obyvatel (31. 12. 2023) | Rozloha (km²) | Hustota zalidnění (obyv./km²) |
| ----------------------- | ----------------------- | ----------------------------- | ------------- | ----------------------------- |
| Bütschwil-Ganterschwil  | Bütschwil-Ganterschwil  | 5202                          | 21,83         | 238                           |
| Ebnat-Kappel            | Ebnat-Kappel            | 5092                          | 43,55         | 117                           |
| Kirchberg               | Kirchberg               | 9755                          | 42,54         | 229                           |
| Lichtensteig            | Lichtensteig            | 2079                          | 2,82          | 737                           |
| Lütisburg               | Lütisburg               | 1645                          | 14,10         | 117                           |
| Mosnang                 | Mosnang                 | 2969                          | 50,51         | 59                            |
| Neckertal               | Neckertal               | 6437                          | 81,84         | 79                            |
| Nesslau                 | Nesslau                 | 3833                          | 92,70         | 41                            |
| Wattwil                 | Wattwil                 | 9161                          | 51,17         | 179                           |
| Wildhaus-Alt St. Johann | Wildhaus-Alt St. Johann | 2618                          | 87,53         | 30                            |
| Celkem (10)             | Celkem (10)             | 48 791                        | 488,59        | 100                           |